# Клуб Мартина Писаки
Кружок Мартина Писаки (Scriblerus Club) — клуб консервативно настроенных литераторов из партии тори, который собирался в Лондоне по субботам в 1713—1714 годах и (в несколько изменённом составе) в 1715—1718 годах. Его костяк составляли Джонатан Свифт, Александр Поуп, Джон Арбетнот, Томас Парнелл, Джон Гей (секретарь) и виконт Болингброк. Собрания проходили в комнате Арбетнота в Сент-Джеймсском дворце.
Клуб был образован с тем, чтобы противостоять влиянию вигов, которые проводили собрания в клубе «Кит-Кэт». Члены кружка видели в либералах, группировавшихся вокруг Уолпола, беспринципных «торгашей», которые пишут в журналах за деньги в угоду своим высокопоставленным покровителям. Обычной мишенью их сатиры были профессиональные деформации литераторов, вульгарность виговской пропаганды и различные новшества эпохи Просвещения (включая модные словечки и галлицизмы, подтачивавшие, по их мнению, рафинированный английский язык). В соответствии с принципами классицизма Свифт и Поуп были убеждены, что все законы искусства и нравственности уже открыты древними, и скептически оценивали стержневую для Просвещения идею вечного прогресса.
После смерти в 1714 году королевы Анны, благоволившей к партии тори, Арбетнот лишился должности придворного лекаря, Свифт и Парнелл были удалены в Ирландию, а виконт Болингброк был взят под стражу, после чего бежал из Англии. Эти репрессии вызвали резкое ожесточение тона литературной полемики между тори и вигами. Члены клуба были разлучены, но продолжали переписываться. Основные литературные произведения, связанные с деятельностью клуба, появились в печати уже годы спустя. Многие из них подготовил к печати и опубликовал в своей «Смеси» сам Поуп. Наиболее примечательны среди них следующие:
- Незаконченные «Мемуары Мартина Писаки» — сатирическая биография вымышленного учёного педанта, обставленная множеством подробностей; написание этих мемуаров и послужило поводом для создания клуба; основная часть книги была написана Арбетнотом, а опубликовал её Поуп в 1741 году; некоторые приёмы этой книги были использованы Стерном в «Тристраме Шенди»;
- «Путешествия Гулливера» содержат скрытый комментарий по поводу политических событий, обсуждавшихся на заседаниях клуба;
- «Тупициада» — поэма Поупа, в которой он обрушивается с не всегда справедливой критикой на своих противников, снабжена педантично составленным предисловием и комментариями за авторством Мартина Писаки;
- «Валлийская опера» Писаки Второго (Scriblerus Secundus, псевдоним Г. Фильдинга);
- Ироикомическая поэма Ричарда Кембриджа «Скриблериада» (1751), посвящённая Мартину Писаке.